# Vilory
Vilory é uma comuna francesa na região administrativa de Borgonha-Franco-Condado, no departamento de Alto Sona. Estende-se por uma área de 4,15 km². Em 2010 a comuna tinha 64 habitantes (densidade: 15,4 hab./km²).